# Bathyuroconger
Genre
Bathyuroconger est un genre de poissons téléostéens serpentiformes.

## Liste des espèces
- Bathyuroconger parvibranchialis (Fowler, 1934)
- Bathyuroconger vicinus (Vaillant, 1888)